# Лейкв'ю (Алабама)
Лейкв'ю (англ. Lakeview) — місто (англ. town) в США, в окрузі Декальб штату Алабама. Населення — 161 особа (2020).

## Географія
Лейкв'ю розташований за координатами 34°23′30″ пн. ш. 85°58′33″ зх. д. / 34.39167° пн. ш. 85.97583° зх. д. (34.391629, -85.975704).  За даними Бюро перепису населення США в 2010 році місто мало площу 1,64 км², уся площа — суходіл.

## Демографія
Згідно з переписом 2010 року, у місті мешкали 143 особи в 55 домогосподарствах у складі 39 родин. Густота населення становила 87 осіб/км².  Було 64 помешкання (39/км²).
Расовий склад населення:
| - 86,7 % — білих - 3,5 % — корінних американців |

До двох чи більше рас належало 9,8 %. Частка іспаномовних становила 0,0 % від усіх жителів.
За віковим діапазоном населення розподілялося таким чином: 20,3 % — особи молодші 18 років, 62,2 % — особи у віці 18—64 років, 17,5 % — особи у віці 65 років та старші. Медіана віку мешканця становила 46,8 року. На 100 осіб жіночої статі у місті припадало 85,7 чоловіків;  на 100 жінок у віці від 18 років та старших — 93,2 чоловіків також старших 18 років.
За межею бідності перебувало 13,5 % осіб, у тому числі 26,7 % дітей у віці до 18 років та 10,5 % осіб у віці 65 років та старших.
Цивільне працевлаштоване населення становило 52 особи. Основні галузі зайнятості: освіта, охорона здоров'я та соціальна допомога — 38,5 %, роздрібна торгівля — 17,3 %, виробництво — 11,5 %, транспорт — 9,6 %.